# 勒马斯诺-马叙吉耶斯
勒马斯诺-马叙吉耶斯（法語：Le Masnau-Massuguiès，法語發音：[lə masno masyɡjɛs]）是法国奥克西塔尼大区塔恩省的一个市镇，属于卡斯特尔区。

## 地理
勒马斯诺-马叙吉耶斯（43°48'10"N, 2°30'30"E）面积47.63 平方千米，位于法国奧克西塔尼大區塔恩省，该省份为法国南部内陆省份，北起顺时针与阿韦龙省、埃罗省、奥德省、上加龙省和塔恩-加龙省接壤。
与勒马斯诺-马叙吉耶斯接壤的市镇（或旧市镇、城区）包括：蒙弗朗、普斯托米、拉卡兹、马萨尔、波利内、赖萨克、圣萨尔维-德卡尔卡韦斯、维亚讷。

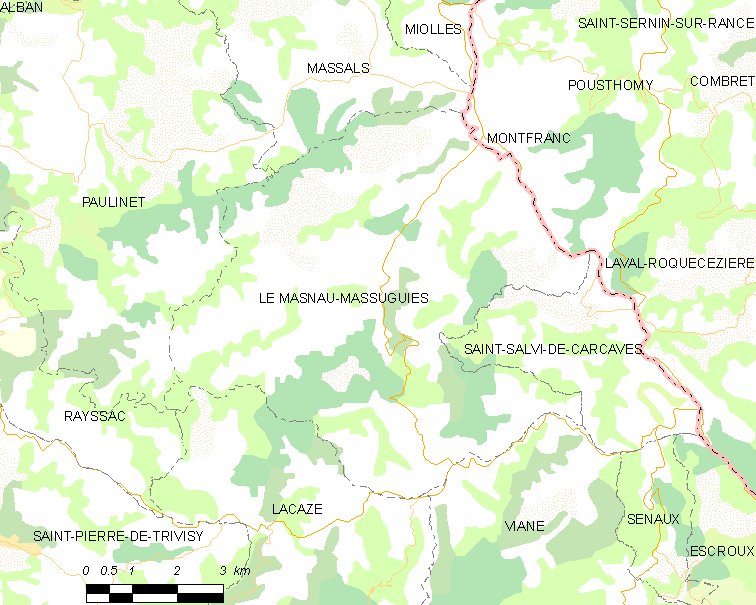
勒马斯诺-马叙吉耶斯的OSM定位图

勒马斯诺-马叙吉耶斯的时区为UTC+01:00、UTC+02:00（夏令时）。

## 行政
勒马斯诺-马叙吉耶斯的邮政编码为81530，INSEE市镇编码为81158。

## 政治
勒马斯诺-马叙吉耶斯所属的省级选区为奥克高地县。

## 人口

1962-2008年间勒马斯诺-马叙吉耶斯人口变化图示

勒马斯诺-马叙吉耶斯于2022年1月1日时的人口数量为253人。